# Сегалас (Верхние Пиренеи)
Сегала́с (фр. Ségalas, окс. Lo Segalàs) — коммуна во Франции, находится в регионе Юг — Пиренеи. Департамент — Верхние Пиренеи. Входит в состав кантона Рабастенс-де-Бигор. Округ коммуны — Тарб.
Код INSEE коммуны — 65414.

## География

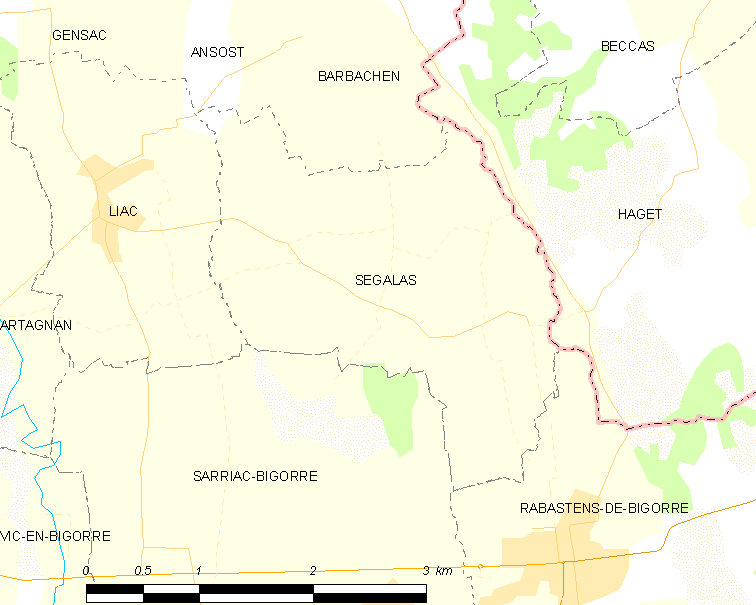
Карта коммуны

Коммуна расположена приблизительно в 630 км к югу от Парижа, в 110 км западнее Тулузы, в 21 км к северу от Тарба.
По территории коммуны протекает река Оль.

## Климат
Климат умеренно-океанический с солнечной тёплой погодой и обильными осадками на протяжении практически всего года.

## Население
Население коммуны на 2010 год составляло 94 человека.
| 1962 | 1968 | 1975 | 1982 | 1990 | 1999 | 2010 |
| ---- | ---- | ---- | ---- | ---- | ---- | ---- |
| 139  | 121  | 107  | 113  | 109  | 96   | 94   |

## Администрация
| Период | Период | Фамилия      | Партия | Примечания |
| ------ | ------ | ------------ | ------ | ---------- |
| 2001   | 2020   | Жан-Луи Пюйо |        |            |

## Экономика
В 2010 году среди 56 человек трудоспособного возраста (15-64 лет) 38 были экономически активными, 18 — неактивными (показатель активности — 67,9 %, в 1999 году было 71,7 %). Из 38 активных жителей работали 35 человек (21 мужчина и 14 женщин), безработных было 3 (1 мужчина и 2 женщины). Среди 18 неактивных 3 человека были учениками или студентами, 11 — пенсионерами, 4 были неактивными по другим причинам.